# Jo Moerman
Jo Moerman (1913-1981) was een Nederlandse sportbestuurder, die vijfendertig jaar lang secretaris was van de Nationaal Technische Commissie van de Koninklijke Nederlandsche Athletiek Unie (KNAU) en vijfentwintig jaar lang lid/secretaris van de internationale commissie damesatletiek van de International Association of Athletics Federations. Hij was chef d'équipe van de Nederlandse atletiekploeg op vijf Olympische Zomerspelen. Ook functioneerde hij als trainer/coach, scheidsrechter, wedstrijdleider en jurylid in menig atletiekwedstrijd.

## Atletiekbiografie

### Atleet en trainer
Moerman was zelf geen onverdienstelijk atleet bij clubs als D(e) D(erde) V(ijf) en Blauw Wit. Hij was trainer van onder meer Henk Heida, Dik Herberts en Bram Wassenaar bij AV 1923. In 1938 reisde Moerman met de nationale ploeg mee naar een internationale wedstrijd in de Noorse stad Sarpsborg. Wil van Beveren viel voor de Zweedse estafette geblesseerd uit. Moerman verving hem en won met Tinus Osendarp, Karl Baumgarten en Sjabbe Bouman de wedstrijd.

### Secretaris Technische Commissie
Bij zijn eerste verenigingen werd hij al meteen secretaris. In 1934 koos het district Amsterdam hem als penningmeester, later secretaris van de Technische Commissie. In datzelfde jaar werd hij gevraagd om G.A. Burger, de TC-voorzitter van de KNAU, een handje te helpen, toen zijn secretaris op vakantie ging. Dat beviel goed, want in 1935 werd Moerman gevraagd om zelf secretaris van de Nationale Technische Commissie te worden. Hij bleef op zijn post, terwijl de voorzitters, zoals Adriaan Paulen en Wim Peters, wisselden. Bij zijn 25-jarig jubileum roemde Paulen zijn werkkracht en deskundigheid. In latere jaren werd gezegd dat NTC in feite werd geleid door Moerman, waarbij de overige leden de vaak autoritaire, harde werker mochten afremmen.

### Van prestaties tot ranglijsten
Vanaf 1944 hield Moerman prestatielijsten van atleten bij, waardoor de selectie van nationale ploegen met cijfers konden worden onderbouwd. Jaarlijks werden de ranglijsten bijgewerkt en gepubliceerd.

### Chef d'équipe nationale ploeg
Moerman was chef d'équipe van de Nederlandse atletiekploeg, tijdens internationale wedstrijden, waaronder vijf Olympische Zomerspelen in Londen 1948, Helsinki 1952, Rome 1960, Tokio 1964 en Mexico 1968. In Rome, Tokio en Mexico leidde hij de herenploegen en Fanny Blankers-Koen de damesploegen.
Moerman kon 'heerlijk kwaad' worden en protesteren als een atleet een hotelkamer naast een lift kreeg toegewezen, of als een jurylid de regels verkeerd toepaste.

### Internationaal bestuurder
Moerman was sinds 1951 lid/secretaris van de internationale commissie damesatletiek van de IAAF. Hij werd in 1972 tijdens het congres in München met het grootste aantal stemmen herkozen. In 1976 stelde hij zich niet meer kandidaat voor herverkiezing.

## Waardering en onderscheidingen
Begin 1960 vierde Moerman zijn 25-jarig huwelijksfeest. Volgens een artikel in de Atletiekwereld had Moerman geen tijd om een vrouw te kiezen, hij was namelijk getrouwd met de atletiek. J. van der Lee, oud-voorzitter van de technische commissie, vond het aantal kinderen veel te groot om van een huwelijk te spreken. Tijdens de receptie werd Moerman gehuldigd als erelid van de KNAU. In 1961 werd Moerman onderscheiden als lid van verdienste door de Koninklijke Belgische Atletiekbond.
Bij zijn afscheid als secretaris van de Nationale Technische Commissie werd hij onderscheiden met de Erepenning van het Nederlandsch Olympisch Comité. De directie van de Amrobank, werkgever van Moerman, kreeg van de KNAU een kristallen unica als blijk van waardering. De atletiekunie gaf ook een geschenk aan het Leo van der Karfonds, dat de uitzending van jonge sportmensen naar trainingskampen verzorgde.